# Apelmocreagris
Apelmocreagris är ett släkte av tvåvingar. Apelmocreagris ingår i familjen sorgmyggor.
Kladogram enligt Catalogue of Life:
| Apelmocreagris | \| \| Apelmocreagris blandula \| \| \| \| \| \| Apelmocreagris crinita \| \| \| \| \| \| Apelmocreagris leucacrocera \| \| \| \| \| \| Apelmocreagris thoracica \| \| \| \| |
|                | \| \| Apelmocreagris blandula \| \| \| \| \| \| Apelmocreagris crinita \| \| \| \| \| \| Apelmocreagris leucacrocera \| \| \| \| \| \| Apelmocreagris thoracica \| \| \| \| |
|                | Apelmocreagris blandula |
|                | |
|                | Apelmocreagris crinita |
|                | |
|                | Apelmocreagris leucacrocera |
|                | |
|                | Apelmocreagris thoracica |
|                | |